# Gianfranco Annichini
Gianfranco Annichini Somalvico (Novara, 1941-Lima, 12 de febrero de 2025) fue un cineasta, fotógrafo, montajista y guionista italiano cuya trayectoria en Perú abarcó más de cinco décadas.

## Biografía

### Primeros años
Gianfranco Annichini nació en Novara y, durante sus primeros años, vivió en Maggiora, Piamonte. Después, su familia emigra a Suiza donde él cursa primaria y secundaria. Estudió a Lausana en Suiza y obtiene el diploma de diseño gráfico en la Escuela de Bellas Artes. En 1959, se establece en Estocolmo y trabaja de practicante en agencias de publicidad. En 1961, de Suecia viaja al Perú como voluntario de los Traperos de Emaús.

### Carrera
En un periodo que abarca más de cinco décadas, ha concretado una obra que ha puesto en relieve el Cortometraje peruano a nivel internacional, a través de un conjunto de trabajos cuya trascendencia se ha visto ratificada por los premios y reconocimientos alcanzados dentro y fuera del Perú. Como guionista y técnico en los campos de la dirección de fotografía y edición, se ubica como un referente en la formación de profesionales de la cinematografía.
En la entrevista titulada La clave está en decirlo con humor, Annichini comentó su participación en la película La muralla verde de Armando Robles Godoy en 1970. Ha trabajado con Augusto Tamayo San Román, Nora de Izcue y Francisco José Lombardi también. 

## Premios y distinciones

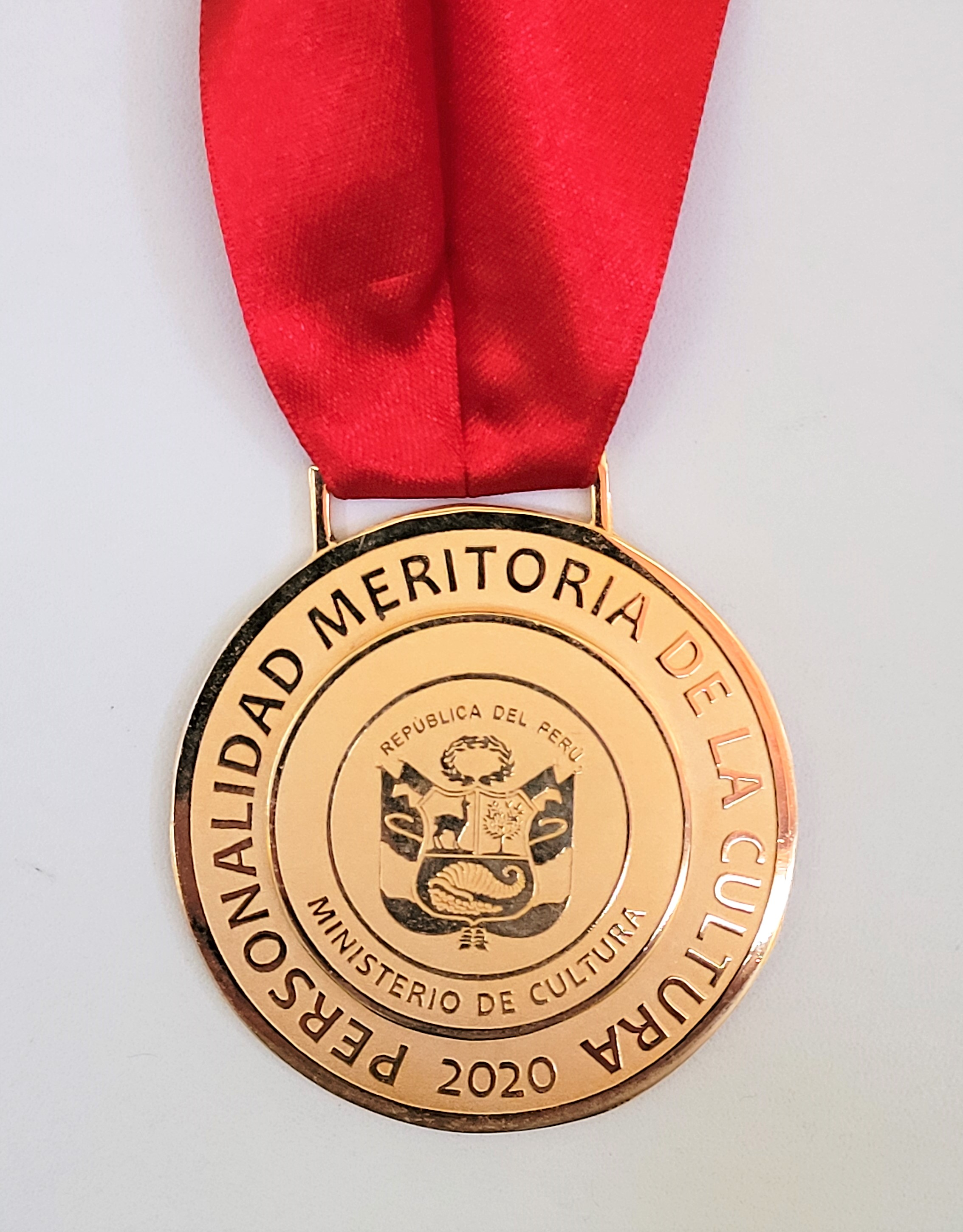
Medalla Ministerio de Cultura 2020

En octubre de 2020, Annichini fue reconocido por el Ministerio de Cultura con la distinción de Personalidad Meritoria de la Cultura del Perú.

## Filmografía

### Cortometrajes (Documentales)
- Camino a las estrellas (1981)
- Maria Reiche: María del desierto (1981)
- Almirante Jonas (1982)
- Radio Belén (1983), primer premio en el Festival Internacional de Cortometrajes de Oberhausen, Alemania.[9][10][11]
- El hombre solo (1986)
- Volverán las naves (1986)
- Una novia en Nueva York (1987), premiado en el Festival de Oberhausen, Alemania[9]
- La memoria ancestral (1988)
- La casa del recuerdo (1988)

### Mediometrajes
- Cuentos inmorales (1978) - Intriga familiar ... Gigi
- Cuando el mundo oscureció (1987; codirigido con José Carlos Huayhuaca)

### Largometrajes
- La fuga del chacal (1987)[aclaración requerida]
- Alias La Gringa (1991)[aclaración requerida]
- El mundo (2013)
- La curiosa vida de Piter Eustaquio Rengifo Uculmana (2014), un documental que sigue la trayectoria de un personaje cuyo acróstico en su nombre compone la palabra Perú.[4][12]